# Tradescantia spathacea
Tradescantia spathacea (synoniemen: Rhoeo discolor en Tradescantia discolor) is een plant met tot 20 cm hoge stengels, maar met bladeren die 20-60 cm boven de grond kunnen uitsteken. De bladeren zijn lijn-lancetvormig, 15-45 x 2,5–8 cm groot, iets vlezig-verdikt, meestal stijf-schuin opgericht, aan de bovenzijde donkergroen en aan de onderzijde roodviolet gekleurd door de kleurstof anthocyaan. De gehele plant is giftig. In het Nederlands wordt de plant ook wel mozes-in-het-rieten-mandje genoemd.
De bloemen staan dicht op elkaar in de bladoksels, waar ze worden omgeven door een bootvormig, 2,5-4 cm groot schutblad. Er zijn steeds maar een paar bloemen tegelijk open en ze steken nauwelijks uit het schutblad naar buiten. De bloemen zijn wit, 1-1,5 cm groot en bestaan uit drie kelkblaadjes, drie kroonblaadjes en zes meeldraden. De vruchten zijn twee- of driehokkige (met één zaad per hok), circa 5 mm grote doosvruchten, die nog worden omsloten door het schutblad.
De plant is afkomstig uit Midden-Amerika. Hij wordt wereldwijd in de tropen als bodembedekker in tuinen en parken gekweekt. In Europa wordt hij als kamerplant aangeboden. Naast de wilde soort met bladeren die aan de bovenkant groen zijn, zijn er ook cultivars met gele lengtestrepen aan de bovenkant van het blad.

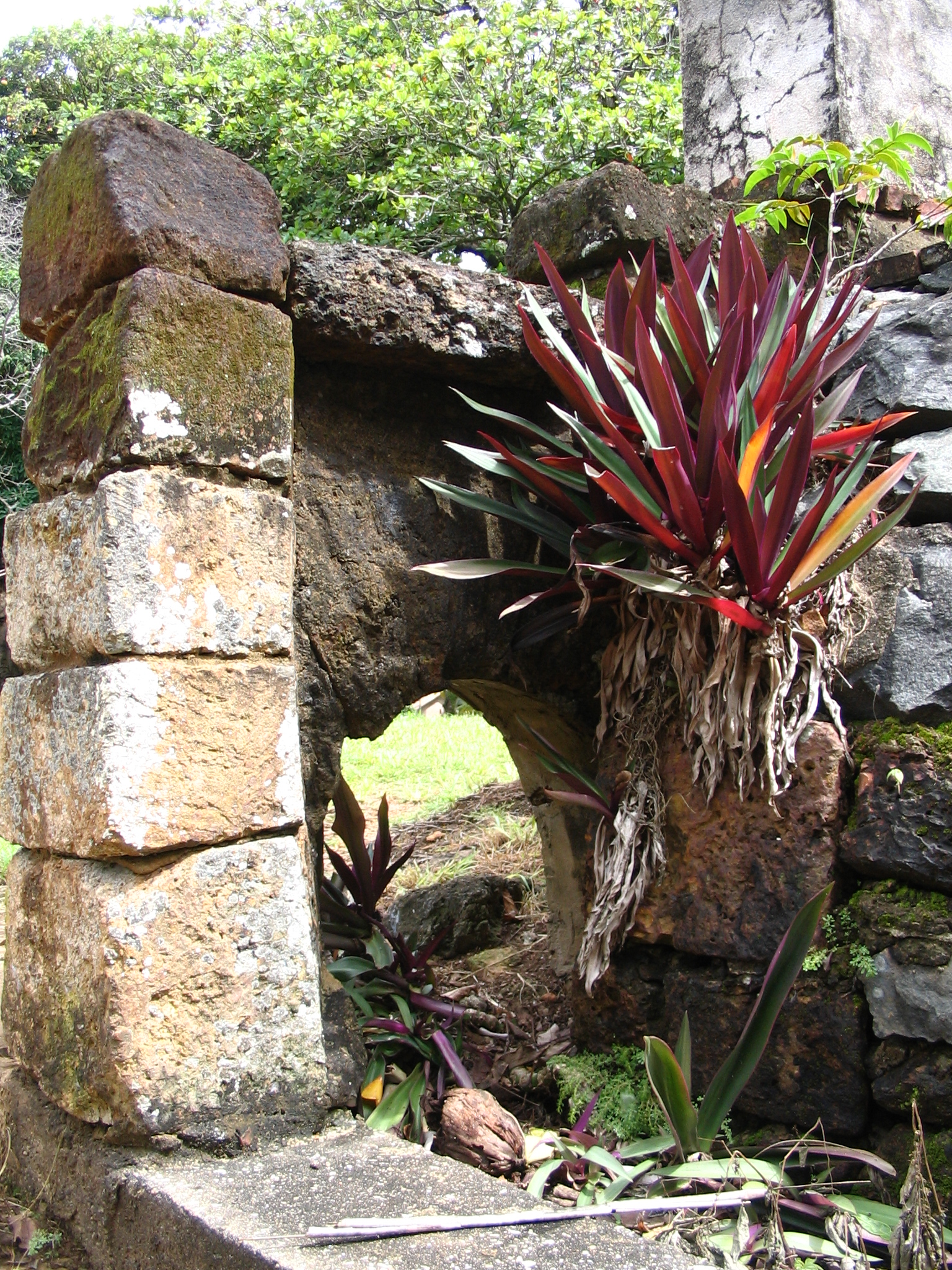